# جيرنوف
زهيرنوف (بالروسية: Жирнов) هي مدينة في مقاطعة روستوف أوبلاست في روسيا. يبلغ عدد سكانها حوالي 5813 نسمة.